# Fallin' Up / ¿Que Dices?
"Fallin' Up / ¿Que Dices?" dvije su hip hop pjesme američkog sastava Black Eyed Peas. Objavljene su kao njihov debitantski singl i kao prvi singl s albuma Behind the Front 29. svibnja 1998. u izdanju Interscope Recordsa.

## Videospot
Videospot za pjesmu "¿Que Dices?" nije snimljen. Videospot za pjesmu "Fallin' Up" snimljen je pod redateljskom palicom Brian Beletica. Cijeli video prikazan je u sepiji. U videu su članovi sastava prikazani kako prozlaze kroz neku šumu i plešu break dance.

## Popis pjesama
Vinilni singl
Strana A
1. "Fallin' Up"
2. "Fallin' Up" (instrumentalna verzija)
3. "Fallin' Up" (A cappella)
4. "Fallin' Up" (Le rox)

Strana B
1. "¿Que Dices?"
2. "¿Que Dices?" (radijska verzija)
3. "¿Que Dices?" (instrumentalna verzija)
4. "¿Que Dices?" (A cappella)